# Julius von Tarent
Julius von Tarent lautet der Titel des von Johann Anton Leisewitz verfassten Trauerspiels aus dem Jahr 1774, in dem der Zwist der Brüder Julius und Guido von Tarent um die Bürgerliche Blanca zu ihrer beiden Tod führt.

## Inhalt

### Figuren
- Constantin, Fürst von Tarent und Vater von Julius und Guido
- Julius, der Erbprinz des Fürstentums von Tarent
- Guido, sein jüngerer Bruder
- Erzbischof von Tarent, Bruder des Constantin
- Cäcilia Nigretti, Gräfin und Nichte des Constantin
- Blanca, eine Bürgerliche, Geliebte des Julius
- Graf Aspermonte, Freund und Vertrauter des Julius
- Abtissin des Justinenklosters
- Arzt
- Nebenpersonen

### Handlung
Das Stück basiert auf einem Gerücht vom Hofe der Medici in Florenz, wonach der 15-jährige Garzia de’ Medici 1562 seinen Bruder Giovanni ermordet haben und dann von seinem rasenden Vater Cosimo I. gerichtet worden sein soll. Tatsächlich starben die beiden Brüder an Malaria. Leisewitz versetzte die Handlung nach Tarent und änderte die Namen.
Das Trauerspiel thematisiert die Rivalität zwischen zwei Brüdern: Die Prinzen Julius und Guido von Tarent begehren beide dieselbe Frau. Blanca, eine Bürgerliche, erwidert Julius’ schwärmerische Liebe. Diese Bevorzugung seines Bruders schürt in Guido den Hass gegen den Thronfolger. So unterschiedlich die beiden Brüder auch sind, kommen sie doch beide zu dem gleichen Entschluss: Blanca an sich zu binden, um jeden Preis. Diese jedoch ist auf Befehl des Fürsten hin dem Justinenkloster beigetreten. Obgleich diese Maßnahme dazu bestimmt war, Julius’ Aufmerksamkeit wieder auf seine höfischen Pflichten zu lenken, bestimmt seine Leidenschaft für Blanca weiterhin all sein Denken. Guido wiederum verachtet den älteren Bruder für seine Liebe zur Philosophie und seine Empfindsamkeit. Er selbst, als Heerführer erprobt, sieht die schöne Blanca als natürlichen Preis für seine ihm eigene Tapferkeit. Während Julius’ Vertrauter Aspermonte sich bemüht, die Leidenschaften seines Freundes zu dämpfen und ihn an seine Verpflichtungen gegenüber dem alternden Vater und dem Fürstentum zu erinnern, schmiedet der Fürst selbst einen konkreten Plan.
Beunruhigt über den Konflikt seiner Söhne und die Zukunft von Tarent, sieht er in seiner Nichte Cäcilia die Lösung des Dilemmas. Die von ihm erhoffte Verbindung von Julius und Cäcilia wäre einerseits dem Stand des Prinzen entsprechend sowie dem Wohl Tarents hilfreich und würde andererseits die Eifersucht Guidos besänftigen und somit auch sein Interesse an Blanca aufheben. Constantin weiß jedoch nicht, dass Julius Blanca bereits im Kloster besucht und ihr im Affekt seinen Plan eröffnet hat: Er will sie entführen und zusammen mit ihr und Aspermonte aus Tarent flüchten. Guido vereitelt diesen Plan jedoch, indem er Julius und seinen Bewaffneten auf dem Weg zum Kloster auflauert. Er erdolcht seinen Bruder. Als Blanca von der Tat erfährt und den Leichnam ihres Geliebten im Palast erblickt, verliert sie vor Trauer den Verstand. Constantin, der sich auf seine Pflicht als Fürst beruft, eröffnet Guido, dass er für seine Tat sterben muss. Nachdem Guido in einem Nebenzimmer die Beichte abgelegt hat, erdolcht Constantin ihn nach einer Umarmung in der Galerie, in der Julius aufgebahrt ist. Im Schmerz der Verzweiflung eröffnet der Fürst seinem Bruder, dem Erzbischof, den Entschluss, die Herrschaft über Tarent dem König von Neapel zu übergeben und sich selbst zu den Kartäusern zu begeben.

## Form
Die Organisation des Stückes folgt der traditionellen Regel der drei Einheiten. So weist es nur eine Handlung auf, in die alle auftretenden Personen verflochten sind. Diese trägt sich an einem Ort zu, in Tarent. Die Handlung vollzieht sich innerhalb von 24 Stunden, am 76. Geburtstag des Fürsten.
1. Akt
- Exposition
- 1. Szene: Gespräch zwischen Julius und Aspermonte, Benennung des Konflikts zwischen individuellen Wünschen und Standespflichten
- 2. Szene: Auftritt Guidos, Deklarierung seines Rechtes auf Blanca, Abgang Julius
- 3. Szene: Angriff Aspermontes durch Guido, Fechtkampf, Guido unterliegt
- 4. Szene: Gespräch mit dem Erzbischof, Guido deklariert sein Lebensideal des Helden
- 5. Szene: Monolog Guidos, Entschluss zur Eroberung Blancas
- 6. Szene: Gespräch zwischen dem Erzbischof und dem Fürsten, Klage des Fürsten über den Zwist seiner Söhne
- 7. Szene: Einweihung Cäciliens in den Plan des Fürsten, erschrockene Reaktion ihrerseits

2. Akt
- Steigende Handlung
- 1. Szene: Unterredung des Erbprinzen mit der Äbtissin
- 2. Szene: Auftritt Blancas, Julius eröffnet ihr seinen Plan zur Rettung ihrer Liebe, Ohnmacht Blancas, Abgang Julius
- 3. Szene: Erwachen Blancas, Verzweiflung über die Aussichtslosigkeit ihrer Liebe
- 4. Szene: Gespräch zwischen Cäcilia und einer Hofdame, Cäcilia will den Plan des Fürsten verhindern
- 5. Szene: Gespräch zwischen Julius und Aspermonte, Aspermonte beschwört den Prinzen, die Entführung einen Monat hinauszuzögern
- 6. Szene: Gespräch mit Cäcilie, sie eröffnet Julius das Vorhaben seines Vaters
- 7. Szene: Monolog des Erbprinzen, Einsicht seiner unumstößlichen Liebe zu Blanca

3. Akt
- Peripetie
- 1. Szene: Versammlung zum Geburtstag des Fürsten
- 2. Szene: Unterredung Constantins mit seinen beiden Söhnen, Versuch der Schlichtung scheitert
- 3. Szene: Gespräch zwischen Guido und Julius, Trennung der beiden im Zorn
- 4. Szene: Monolog Guidos, Entschluss zum bitteren Kampf gegen den Bruder
- 5. Szene: Gespräch zwischen Julius und Aspermonte, Julius überredet Aspermonte, den Fluchtplan noch am Abend umzusetzen
- 6. Szene: Blanca allein in ihrer Zelle im Kloster, Verzweiflung über ihre Situation
- 7. Szene: Auftritt der Abtissin, versuchte Beruhigung Blancas scheitert

4. Akt
- Retardierendes Moment
- 1. Szene: Monolog Julius, Abschiednahme von Tarent
- 2. Szene: Auftritt Aspermontes, seine Überredungsversuche, den Plan zu verschieben, finden keinen Anklang
- 3. Szene: Auftritt des Fürsten, er segnet Julius als seinen Erstgeborenen, flüchtender Abgang Julius
- 4. Szene: Auftritt des Erzbischofs, gemeinsames Erinnern und Weintrinken
- 5. Szene: Guido und ein Bedienter verlarvt auf der Straße
- 6. Szene: Auftritt Julius, Aspermonte und Bewaffnete, ebenfalls verlarvt. Guido überfällt sie und erdolcht Julius

5. Akt
- Katastrophe
- 1. Szene: Constantin und ein Arzt im Palast, Julius Leichnam ist aufgebahrt
- 2. Szene: Monolog des Fürsten, Racheschwur, Abgang
- 3. Szene: Auftritt Blancas, sie weint und küsst den Leichnam, gibt sich die Schuld an seinem Tod
- 4. Szene: Auftritt Cäcilia, sie versucht, Blanca zum Gehen zu bewegen und erschrickt über ihren Wahn, Abgang der beiden
- 5. Szene: Gespräch zwischen dem Fürsten und seinem Bruder, Constantin lässt Guido rufen
- 6. Szene: Auftritt Guidos, Konfrontation des Sohnes mit seiner Schuld am Tod des Bruders, Abgang Guidos zum Pater
- 7. Szene: Monolog des Fürsten, Verzweiflung über sein Schicksal
- 8. Szene: Rückkehr Guidos, der Fürst vergibt ihm und tötet ihn dann mit dem Dolch, mit dem Guido Julius ermordet hat
- 9. Szene: Auftritt des Erzbischofs, der Fürst erkennt und besiegelt Tarents Untergang

## Entstehung und Rezeption
Johann Anton Leisewitz wurde am 9. Mai 1752 in Hannover geboren. Schon während des Studiums der Rechtswissenschaften in Göttingen fasste er den Plan, eine große Geschichte des Dreißigjährigen Krieges zu verfassen. Im Juli 1774 wurde er für das Fach Geschichte in den Göttinger Hainbund aufgenommen. Das Trauerspiel „Julius von Tarent“ entstand zwischen dem 24. Juli und dem 12. September 1774. Im Februar 1775 schrieben Sophie Charlotte Ackermann und Friedrich Ludwig Schröder einen Preis von 20 alten Louis d’or für ein Trauer- oder Lustspiel von drei oder fünf Akten aus. Leisewitz sandte sein Stück ein, die Jury lobte es, aber das Honorar bekam er nicht. Den Preis gewann stattdessen Friedrich Maximilian Klingers Drama „Die Zwillinge“. Die Juroren begründeten ihre Wahl im ersten Band des „Hamburgischen Theaters“ wie folgt:
„Julius von Tarent, handlungsvoll, schön dialogiert, voll Verve und Geist; alles entdeckt den Kenner der Leidenschaft, den denkenden Kopf, den Sprecher des Herzens, und kurz – den Dichter von Talenten; es war des Preises entschieden wert, bis ihm das dritte, „die Zwillinge“, denselben dadurch abgewann, dass es die mächtige, gewaltige Triebfeder der unentschieden gebliebenen Erstgeburt voraus hatte.“
Vermutlich sind Klingers Zwillinge – durch einen Besuch Johann Martin Millers bei Klinger in Wetzlar – durch „Julius von Tarent“ angeregt worden.

## Zuordnung zur Epoche des Sturm und Drang
Das Vorhandensein zahlreicher traditioneller Züge und Elemente lassen eine Zuordnung des Dramas zur Epoche des Sturm und Drang zunächst fraglich und eine Ansiedlung im Klassizismus des 18. Jahrhunderts naheliegend erscheinen. Neben der Organisation gemäß der drei Einheiten und dem klassischen Aufbau sind es die Sprache der Figuren, der Schauplatz des Stückes und die Darstellung der Gesellschaft und Sitten, die dem Drama einen durch den Barock gezeichneten, klassizistischen Charakter verleihen. Ines Kolg gelangt zu folgendem Ergebnis: „In diesem Trauerspiel […] sind die wichtigsten bewußtseinsgeschichtlichen Strömungen des Bürgertums um 1770, Aufklärung, Empfindsamkeit und Sturm und Drang in einem Prozess wechselseitiger Beleuchtung und Kritik aufgehoben.“ Die geistige Nähe zu den Dramen Lessings, die immer wieder benannt wird, wird jedoch zumindest was den Umgang der Figuren mit der Vernunft betrifft, widerlegt. Denn Julius und Guido haben dem Verstand abgedankt. Sie handeln unter Impulsen augenblicklicher Willensregung, besonders Julius ist den Bewegungen seiner Affekte ausgeliefert. Seine Vernunft kann seine Empfindungen weder beherrschen noch mit ihnen zusammenarbeiten, seine Entschlüsse sind bestimmt von seinen stetig wechselnden Stimmungen. So vollendet der überstürzte Entführungsversuch seiner geliebten Blanca sein Unglück. Auch Guido ist ein Opfer seiner Affekte. Allein die Vermutung Aspermontes, hinter seiner Larve könnte sich ein Bandit verstecken, lässt Guido in einen solch fassungslosen Zorn geraten, dass er seinen Bruder unmittelbar erdolcht. Er gebärdet sich stark, aber letztlich ist er seinen Gemütsbewegungen hilflos ausgeliefert. Somit steckt hinter der Fassade des regelmäßig gebauten klassizistischen Dramas, geprägt durch die Nachfolge Lessings, eine Absage an die Vernunft und somit ein Werk, das dem Geist des Sturm und Drang entspricht. Das eigene Leben verständig und prinzipiengetreu zu organisieren wird unmöglich, Schicksal und Zufall führen Regie. Die Katastrophe wird in diesem Trauerspiel nicht nur von Irrtum und Zufall herbeigeführt, sondern vielmehr von der Natur des Menschen. Grundsätze werden überwältigt, konkurrierende Affekte sind der letzte Beweggrund des Handelns.

## Sekundärliteratur
- Walther Kühlhorn: J. A. Leisewitzens Julius von Tarent. Erläuterung und literarhistorische Würdigung (= Bausteine zur Geschichte der neueren deutschen Literatur; Band X). Max Niemeyer, Halle (Saale) 1912. Reprint: Walluf 1973. Siehe auch online Diss. Halle 1911.
- Dramen des Sturm und Drang. Reclam 1997.
- Stefanie Wenzel: Das Motiv der feindlichen Brüder im Drama des Sturm und Drang. Frankfurt 1993.
- Ines Kolb: Herrscheramt und Affektkontrolle. Johann Anton Leisewitz’ „Julius von Tarent“ im Kontext von Staats- u. Moralphilosophie der Aufklärung. Frankfurt 1983
- Johann Anton Leisewitz: Julius von Tarent und die dramatischen Fragmente. Heilbronn 1889